# Porcellio palmae
Porcellio palmae is een pissebed uit de familie Porcellionidae. De wetenschappelijke naam van de soort is voor het eerst geldig gepubliceerd in 1985 door Hoese.